# ريج روجرز
ريج روجرز (بالإنجليزية: Reg Rogers)‏ هو ممثل أمريكي، ولد في 23 ديسمبر 1964 بلوس أنجلوس في الولايات المتحدة.

## أعمال

### أفلام
- (1996) الخوف البدائي[4]

### مسلسلات
- الإبتدائية[5][6][7]
- ذا غود وايف

## ترشيحات
- جائزة توني لأفضل ممثل في مسرحية [الإنجليزية]‏ (1996)

## وصلات خارجية
- ريج روجرز على موقع IMDb (الإنجليزية)
- ريج روجرز على موقع ألو سيني (الفرنسية)
- ريج روجرز على موقع قاعدة بيانات برودواي على الإنترنت (الإنجليزية)
- ريج روجرز على موقع قاعدة بيانات الأفلام السويدية (السويدية)
- ريج روجرز على موقع قاعدة بيانات الفيلم (الإنجليزية)
- ريج روجرز على موقع كينوبويسك (الروسية)